# Lockheed Martin
A Lockheed Martin Corporation é uma empresa fabricante de produtos aeroespaciais criada em 1995, resultante da fusão da Lockheed Corporation e da Martin Marietta. Está sediada em Bethesda, Maryland, uma comunidade no Condado de Montgomery. É a maior produtora de artigos militares do mundo, 95% de seu orçamento anual provém de contratos de compra realizados com o Departamento de Defesa dos Estados Unidos, outras agências governamentais americanas e clientes estrangeiros. Em janeiro de 2022, a Lockheed Martin empregava aproximadamente 115 000 funcionários em todo o mundo, incluindo cerca de 60 000 engenheiros e cientistas.